# Actenoides princeps
El alción real (Actenoides princeps) es una especie de ave coraciforme de la familia Halcyonidae endémica de la isla de Célebes, en el este de Indonesia.